# Замок Хиконэ
За́мок Хико́нэ — японский средневековый замок в префектуре Сига.
Замок Хиконэ входит в число национальных исторических памятников Японии, в 1952 г. был объявлен национальным достоянием.

## История
Возвести замок повелел глава клана Ии Наомаса на холме Конкидзан. Его строительство началось в 1603 году и продолжалось 20 лет. Много частей от разрушенных замков было использовано в замке Хиконэ. Разрушенные замки включали Оцу, Саваяма и Котани. Главная башня первоначально была пятиэтажной и принадлежала замку Оцу. Чтобы не подпустить захватчиков к замку, вокруг него вырыли три рва с водой, поступала вода из озера Бива. Через передние ворота, главный вход в замок, вы подойдёте к длинной каменной лестнице. Каменные ступеньки этой лестницы неправильной формы и разной высоты. Они выложены так специально, чтобы затруднить подъем при штурме замка. Верхние окна имеют форму лотоса.
В 1868 г. было принято решение о срытии многих замков, но замок Хиконэ был сохранен по просьбе императора.
В залах замка открыта экспозиция предметов культуры, принадлежавших клану Ии — оружие, керамики, каллиграфических свитков, ширм (включая знаменитую ширму Хиконэ).
При праздновании 400-летней годовщины замка был создан талисман — Хиконян, он является официально зарегистрированным жителем замка.

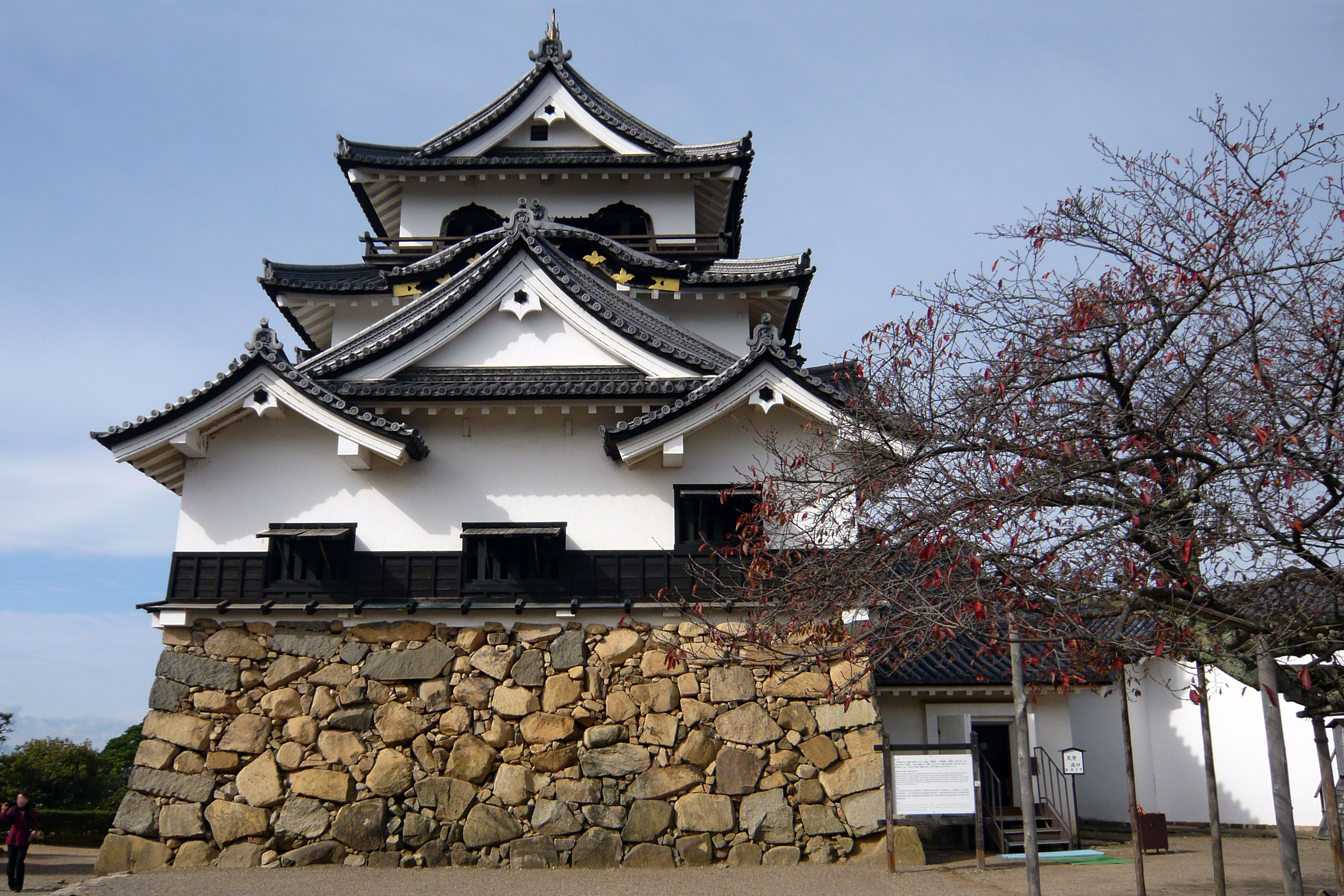
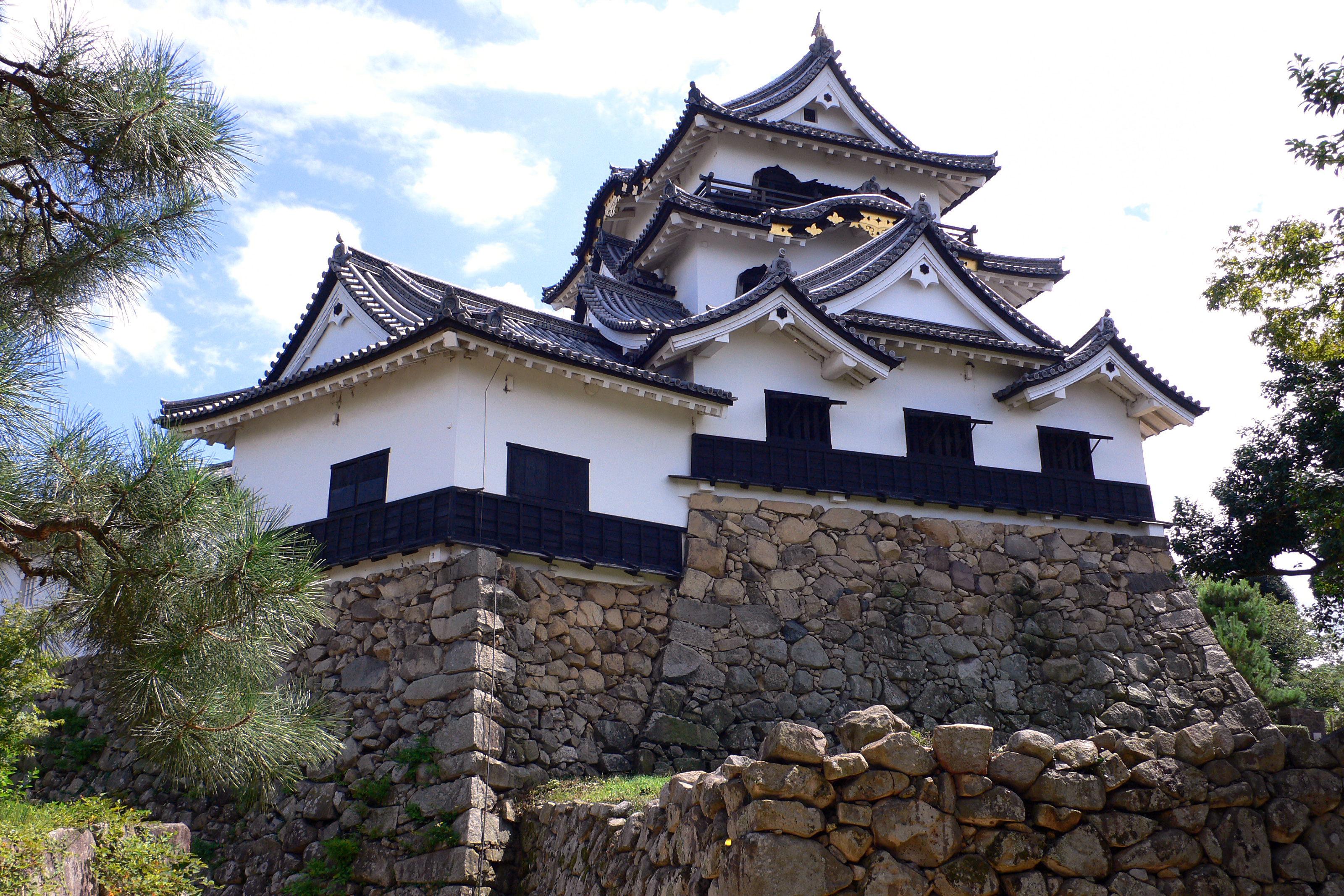